# Permesse
Dans l'Antiquité, le Permessos ou Permesse (en grec ancien Περμησσός) était un cours d'eau de Béotie, en Grèce. Le géographe grec antique Strabon indique que le Permesse prend sa source sur les flancs du mont Hélicon et rejoint l'Olmeios avant d'aller se jeter dans le lac Copaïs près d'Haliarte. Le lac marécageux de Copaïs a été asséché au XIXe siècle. 

## Mythe antique
Dans la mythologie grecque, le Permesse est un dieu-fleuve. Il est le père de la nymphe Aganippe. Le poète grec Hésiode, au VIIe siècle av. J.-C., mentionne le Permesse comme un endroit où les Muses vont se baigner au cours de leurs promenades dans la région du mont Hélicon. 
Le poète romain Properce mentionne le Permesse dans un poème consacré à Auguste au livre II de ses Élégies.

## Identification
Le topographe britannique William Martin Leake, qui visite la région au XIXe siècle, propose en 1835 de reconnaître le Permesse antique dans l'actuel Kefalári, et l'Olmeios dans le fleuve Zagará.

### Sources antiques
- Pausanias le Périégète, Description de la Grèce, IX, 29, 2.
- Scholie à Hésiode, Théogonie, 5.
- Strabon, Géographie, IX, 2, 19 et 30.
- Properce, Élégies, II, 10, 25-26.

### Ouvrages contemporains
- (en) William Smith (dir.), Dictionary of Greek and Roman Geography, Londres, 1854, article « Boeotia », vol. I, p.413, colonne A.